# Limonium virgatum
Limonium virgatum é uma espécie de planta com flor pertencente à família Plumbaginaceae. 
A autoridade científica da espécie é (Willd.) Fourr., tendo sido publicada em Ann. Soc. Linn. Lyon sér. 2, 17: 141. 1869.

## Portugal
Trata-se de uma espécie presente no território português, nomeadamente em Portugal Continental.
Em termos de naturalidade é nativa da região atrás indicada.

## Protecção
Não se encontra protegida por legislação portuguesa ou da Comunidade Europeia.